# Gevheri Sultan
Fatma Gevheri Sultan (turco ottomano: فاطمه کوھری سلطان, "lett. "colei che si astiene" e "gemma"; Istanbul, 2 dicembre 1904 – Istanbul, 10 dicembre 1980) è stata una principessa ottomana, anche nota come Fatma Gevheri Osmanoğlu, figlia di Şehzade Mehmed Seyfeddin e nipote del sultano Abdülaziz.

## Origini
Fatma Gevheri Sultan nacque il 2 dicembre 1904 a Istanbul, a Villa Küçük Çamlıca. Suo padre era Şehzade Mehmed Seyfeddin, figlio del sultano ottomano Abdülaziz, e sua madre la sua consorte Nervaliter Hanım.
Aveva un fratello gemello, Şehzade Ahmed Tevhid, un fratello maggiore, Şehzade Mahmud Şevket, e un fratellastro maggiore, Şehzade Mehmed Abdülaziz.
Fin da bambina mostrò di aver ereditato il talento musicale del padre e prese lezioni di musica da Tanbûri Cemil Bey. 

## Esilio
Nel 1924 la dinastia ottomana venne esiliata. Gevheri e la sua famiglia si trasferirono a Nizza, dove vissero in una villa vicina a quella di Abdülmecid II, fratellastro di Seyfeddin e zio di Gevheri, e Seniha Sultan, cugina di Seyfeddin. Tuttavia, nel 1927 il padre di Gevheri morì e il resto della famiglia, in serie difficoltà economiche, si disperse.
Gevheri venne accolta dallo zio Abdülmecid II, sebbene fosse anche lui in condizioni precarie, e per questo iniziò subito a cercarle marito. Dopo qualche anno, le combinò un matrimonio con il figlio di un raja indiano minore, ma prima delle nozze Gevheri scoprì che il promesso sposo la tradiva e pretese l'annullamento del fidanzamento. Abdülmecid, furioso per il suo comportamento e per il matrimonio sfumato, che avrebbe rimesso in sesto la famiglia, la rimandò da sua madre, pur sapendo che questa già sopravviveva a stento. 

## Carriera musicale
Gevheri aveva ereditato da suo padre la passione e il talento per la musica.
Da lui aveva imparato a suonare strumenti sia occidentali, come il pianoforte, il violino e la batteria, che ottomani, come il tanbur, il kemençe, il saz, l'oud e il lavta; e compose brani sia vocali che strumentali, mentre i suoi fratelli suonavano egregiamente la batteria, anche se solo per hobby.
La sua istruzione musicale si era interrotta con l'esilio, ma sfruttò le sue capacità per cercare di guadagnarsi da vivere, suonando in concerti privati. Dopo il suo ritorno in Turchia suonò per la radio e la televisione e registrò nastri delle sue composizioni. 

## Ultimi anni e morte
Nel 1952, essendo ormai revocato l'esilio per le principesse, tornò a Istanbul, dove condivise un ampio appartamento a Piazza Taskim con sua cugina Mihriban Mihrişah Sultan, figlia di Şehzade Yusuf Izzeddin. Essendo stata varata nel 1934 la Legge sul cognome, prese nome Fatma Gevheri Osmanoğlu. 
Gevheri Sultan morì il 10 dicembre 1980, senza lasciare figli, e venne sepolta nel mausoleo Mahmud II. 